# Jean Rouger
Pour les articles homonymes, voir Rouger.
Jean Rouger, né le 10 avril 1940 à Authon (Charente-Maritime), est un homme politique français. Membre du Parti  socialiste, il est maire de Saintes de 2008 à 2014 et député de la Charente-Maritime de 1997 à 2002.

## Biographie
Médecin de profession,, il est élu adjoint au maire socialiste de Saintes, Michel Baron, à la suite des élections municipales de 1983. Il est réélu en 1989 mais choisit de ne pas se représenter aux élections de 1995.
Lors des élections législatives de 1997, il est porté par la « vague rose » et est élu dans la troisième circonscription de la Charente-Maritime en battant Xavier de Roux, le député UDF sortant. Il permet ainsi à la gauche de retrouver un siège qu'elle occupait depuis l'élection de Roland Beix en 1978. Au cours de la XIe législature, il est membre de la commission des affaires culturelles, familiales et sociales. Pour les législatives de 2002, il se fait battre par Xavier de Roux qui prend ainsi sa revanche en obtenant 53,77 % au second tour.
Candidat à la mairie de Saintes en 2001, sa liste est destituée à quelques dizaines de jours du premier tour par le PS qui propose une nouvelle liste conduite par Monsieur Moulineau, entraînant la gauche dans une opération de récupération impossible.
En 2000, il participe, avec Martin Malvy, Yves Dauge et Michel Bouvard, à la création de l'« Association Nationale des Villes et pays d'art et d'histoire et des Villes à Secteurs Sauvegardés et protégés», devenue Sites & Cités remarquables de France, et dont le siège se trouve aujourd'hui à Bordeaux. Il en reste président d'honneur, aux côtés des autres membres fondateurs.
En mars 2008, il emporte la mairie de Saintes au second tour avec 49 %, grâce au désistement du candidat PRG Philippe Callaud.
En octobre 2013, il refuse de participer à la procédure de désignation interne du Parti socialiste pour la tête de liste aux municipales. Il maintient sa candidature contre la candidate socialiste Isabelle Pichard-Chauché et est exclu du parti socialiste en janvier 2014. Il mène alors une liste rassemblant des communistes, des écologistes, des socialistes dissidents et des centristes.

## Mandats
Député
- 01/06/1997 - 18/06/2002 : député de la troisième circonscription de la Charente-Maritime

Conseiller municipal / Maire
- 13/03/1983 - 19/03/1989 : adjoint au maire de Saintes (Charente-Maritime)
- 20/03/1989 - 17/06/1995 : adjoint au maire de Saintes
- 16/03/2008 - 30/03/2014 : maire de Saintes